# Artur Biedl (Mediziner)

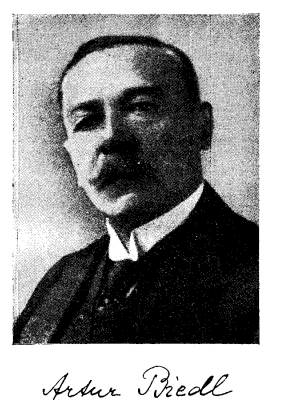
Artur Biedl

Artur Biedl (* 4. Oktober 1869 in Ostern, Banat, heute Rumänien; † 26. August 1933 in Weißenbach am Attersee; auch: Arthur Biedl) war ein österreichischer Pathologe, Physiologe und Endokrinologe.

## Leben
Artur Biedl studierte an der Universität Wien und wurde dort 1892 zum Dr. med. promoviert. Ab 1893 arbeitete er bei Salomon Stricker als Assistent für allgemeine und experimentelle Pathologie; 1896 wurde er in diesem Fach habilitiert. 1898 bis 1900 war Biedl unter Philipp Knoll und Richard Paltauf supplierender Leiter am Institut für Allgemeine und Experimentelle Pathologie der Wiener Universität, 1899 wurde er zum a.o. Professor ernannt, 1902 zum ordentlichen Professor. Sein 1910 erstmals erschienenes Werk Innere Sekretion wurde mehrmals neu aufgelegt, 1912 ins Englische übersetzt und war bis nach dem Zweiten Weltkrieg das Standardwerk im Fach Endokrinologie.
In der Nachfolge von Ewald Hering wurde Biedl 1913 die Leitung des Instituts für Experimentelle Pathologie an der deutschen Universität in Prag angeboten, dem er dann von 1914 bis 1933 vorstand. De iure war er auch Leiter der propädeutischen Klinik, de facto überließ er die Führung aber dem Kardiologen Julius Rihl. 1918/19 und 1928/29 war er Dekan der Medizinischen Fakultät der Universität Prag. Zu seinen Schülern zählten u. a. Hans Selye.
Nach ihm wurde das Biedl-Bardet-Syndrom benannt.
Verheiratet war er mit Elisabeth Biedl, geb. Biach (* 1882), die 1942 im Ghetto Litzmannstadt umkam. Ihr Sohn war der Altphilologe Artur Biedl (1904–1950).

## Veröffentlichungen (Auswahl)
- Innere Sekretion. Ihre physiologischen Grundlagen und ihre Bedeutung für die Pathologie. Urban & Schwarzenberg, Berlin/Wien 1910.
- Physiologie und Pathologie der Hypophyse. Bergmann, München/Wiesbaden 1922.